# Bătălia de la Overloon
Bătalia de la Overloon a fost o confruntare armată din timpul  celei de-a doua conflagrații mondiale dintre forțele aliaților occidentali și cele germane care a avut loc în regiunea satului Overloon din sud-estul Olandei în perioada 30 septembrie – 18 octombrie 1944. Bătălia, care s-a încheiat cu victoria aliaților, a fost parte a „Operațiunii Aintree” – eliberarea localităților Overloon și Venray.

## Contextul general
În septembrie 1944, aliații au lansat Operațiunea Market Garden, o ofensivă de mare amploare lansată de la granița olandezo-belgiană prin sudul Olandei, Eindhoven și Nijmegen spre podul de peste Rin de la Arnhem, având ca obiectiv forțarea cursului Rinului și depășirea liniei Siegfried,  ca prima fază în asaltul final spre Berlin.  Forțele aeropurtate aliate au fost înfrânte la Arnhem, iar înaintarea aliată a fost oprită la sud de cursul inferior al Rinului, ceea ce a dus la formarea unei pungi înguste care se întindea de la nordul frontierei belgiene în sud-estul Olandei. 
Forțele germane au atacat această pungă din capul de pod de pe malul vestic al râului Meuse (Maas în limba olandeză) din regiunea orașului Venlo. Capul de pod fusese format de forțele germane care se retrăseseră, iar efectivele de aici au fost întărite cu trupe proaspăt sosite din Germania. Marginea apuseană a acestui cap de pod se afla în regiunea De Peel, o zonă mlăștinoasă, cu mai multe canale care împiedicau înaintarea trupelor aliate. Aliații au hotărât să atace capul de pod dinspre nord, ceea ce implica cucerirea localităților Overloon și Venray, aflate pe direcția de deplasare spre Venlo.
Operațiunea Aintree (numită după cursa de cai de la Aintree) urmărea în primul rând să asigure securitatea pungii înguste pe care o ocupau aliații între Eindhoven și Nijmegen, cucerită în timpul Operațiunii Market Garden și, în al doilea rând, să distrugă capul de pod de malul vestic al râului Meuse, ca fază obligatorie a atacului pentru ocuparea Renaniei.

## Bătălia
Bătălia de la  Overloon a început când aliații participanți la Operațiunea Aintree au înaintat din pozițiile din sudul localității spre Overloon. După un prim atac eșuat al Diviziei a 7-a blindate SUA, asaltul a fost preluat de Divizia a 3-a de infanterie britanică și de Divizia a 11-a blindate britanică. În cursul luptelor, aliații au reușit să preia controlul asupra Overloonului și au continuat înaintarea spre Venray. Luptele de la Venray au dus la pierderi importante, în principal datorită terenului minat de germani, inundat de ploile puternice de toamnă. Cele mai grele pierderi le-a suportat Batalionul I al Regimentului regal Norfolk din cadrul Diviziei a 3-a britanice. 
În timpul luptelor, satul Overloon a fost distrus, iar aproximativ 2.500 de soldați au pierit într-un dintre cele mai sângeroase bătălii din Olanda în timpul acestui război. Bătălia de la Overloon a fost singura luptă de tancuri notabilă de pe teritoriul Olandei. Mai multe zeci de tancuri, în special britanice, au fost distruse în timpul luptelor.

## Urmări
În ciuda faptului că atât Overloon cât și Venray au fost cucerite de aliați, înaintarea lor spre cursul Meusăi și Venlo au fost amânate. Amânarea a fost determinată de pierderile grele suportate de aliați pe de-o parte, iar pe de altă parte de nevoia cuceririi unor obiective mai importante: estuarul râului Escaut, care asigura accesul la portul de maximă importanță Antwerp și restul provinciei Brabantul de Nord. Ofensiva a fost reluată și la capul de pod german de la vest de Meuse, care a fost distrus în cele din urmă la începutul lunii decembrie.

## Comemorarea luptelor

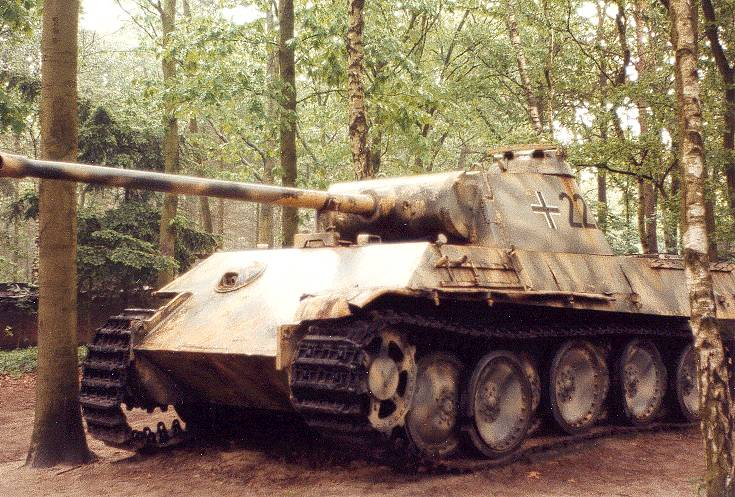
Tanc german Panther, unul dintre cele mai vechi exponate ale muzeului de la Overloon

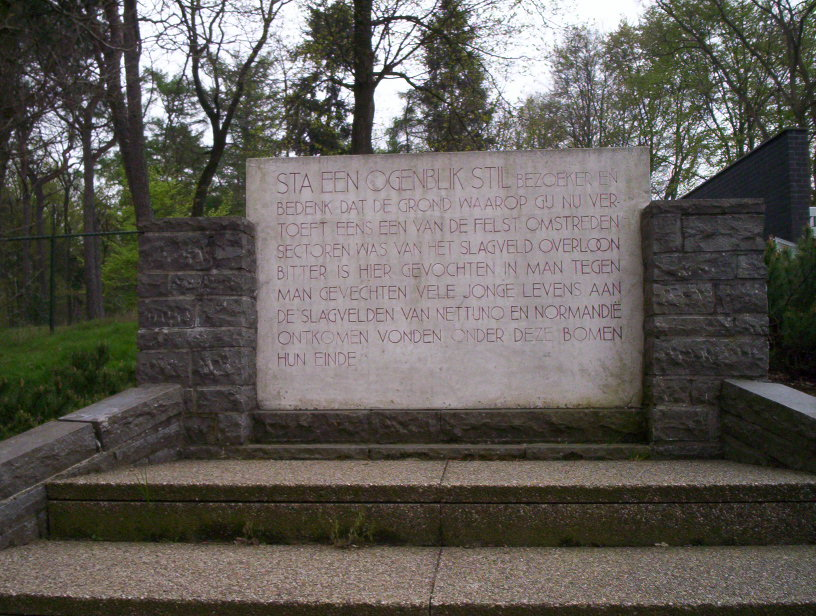
Monumentul soldaților căzuți în bătălia de la Overloon

Bătălia de la Overloon a devenit cunoscută ca „a doua bătălie de la  Caen” datorită pierderilor grele suferite de aliați, dar și ca „bătălia uitată”, datorită faptului că, la fel ca mai multe alte încleștări armate din regiunea Peel, și aceasta este puțin cunoscută în Olanda. 
Tancurile și alte diferite tipuri de vehicule blindate rămase pe câmpul de luptă au fost recondiționate și sunt prezentate în muzeul de la Overloon deschis în 1946. În zilele noastre au fost create două muzee pe locația muzeului original, redenumită „Parcul Libertății”. „Muzeul național al războiului și rezistenței din Olanda” își concentrează expozițiile pe istoria Olandei în cel de-al Doilea Război mondial și pe experiența ocupației străine din 1940 – 1945. Muzeul Marshall expune o colecție de vehicule blindate, arme și avioane din a doua conflagrație mondială, cele mai multe dintre ele dintre cele rămase pe câmpul de luptă de la Overloon și se concentrează asupra diferitelor aspecte ale bătăliei și ale războiului mondial în general.
Pe locul luptelor au fost ridicate două monumente. Pe malul pârâului Loobeek, unde drumul Overloon - Venray, traversează cursul de apă, a fost dezvelit un monument dedicat Regimentului regal Norfolk.  Un alt  monument a fost ridicat în Parcul Libertății.
Traducere a textului plăcii  memoriale:
„OPREȘTE-TE PENTRU UN MOMENT, vizitatorule, și gândește-te că pământul pe care calci a fost odată unul dintre cele mai sălbatic disputate sectoare ale câmpului de luptă de la Overloon. Aici au avut loc lupte grele corp la corp. Numeroși tineri, după ce au supraviețuit câmpurilor de luptă de la Nettuno și din Normandia, au sfârșit sub acești copaci.”